# Кельтошова, Ольга
Ольга Кельтошова (словац. Oľga Keltošová, в девичестве Сухалова, Suchalová; род. 27 февраля 1943[…], Пезинок, Братиславский край[…]) — словацкий переводчик, дипломат, политический и государственный деятель. Депутат Словацкого национального совета от Демократической партии (1990—1992), депутат Национального совета Словакии от Движения за демократическую Словакию (ДЗДС, 1992—1998), министр труда и социальных дел Словакии (1992—1998), постоянный представитель Словакии при ООН в Нью-Йорке (1998), замещающий член Парламентской ассамблеи Совета Европы (ПАСЕ, 1999—2003).

## Биография
Родилась 27 февраля 1943 года в городе Пезинок.
Окончила философский факультет Университета имени Я. А. Коменского в Братиславе, где изучала журналистику. Работала в студенческих журналах «Эхо» и «Студент». Оба журнала были запрещены в августе 1968 года.
По этой причине, а также из-за её политической позиции в 1968—1969 годах она не могла работать по профессии в последующий период. В 1970—1971 годах работала переводчиком на факультете естественных наук Университета имени Я. А. Коменского, позже посвятила себя переводам с английского языка и творчеству для детей. Автор нескольких радиопередач.
После «Нежной революции» стала пресс-секретарём Демократической партии. По результатам парламентских выборов 1990 года избрана депутатом Словацкого национального совета от Демократической партии. На первой сессии 26 июня стала заместителем председателя Словацкого национального совета. Занимала пост до сентября 1991 года. После внутренних разногласий в партии она отказалась от своих постов в Демократической партии и  Словацком национальном совете и впоследствии была исключена из Демократической партии.
Па вопрос о том, почему она покинула Демократическую партию, Кельтошова ответила, что эта партия обещала избирателям бороться за сильную Словакию. «А, сейчас, по-моему, она борется за сильную Чехословакию, и при этом без дефиса». Демократическая партия боролась, по мнению Кельтошовой, за сильное унитарное государство, без учета интересов своей республики.
В 1992 году вступила в Движение за демократическую Словакию. По результатам парламентских выборов 1992 года переизбрана депутатом Словацкого национального совета от Движения за демократическую Словакию.
24 июня 1992 года назначена министром труда и социальных дел Словакии от Движения за демократическую Словакию (ДЗДС) во втором правительстве Владимира Мечьяра в составе ЧСФР, после «Бархатного развода» с 1 января 1993 года — независимой Словакии. 14 марта 1994 года правительство ушло в отставку. После досрочных парламентских выборов 1994 года 13 декабря назначена министром труда, социальных дел и семьи Словакии в третьем правительстве Владимира Мечьяра. Покинула правительство 26 февраля 1998 года в связи с назначением постоянным представителем Словакии при ООН в Нью-Йорке.
В 1999—2003 годах — замещающий член Парламентской ассамблеи Совета Европы, заместитель председателя комитета по вопросам равенства между мужчинами и женщинами.
В 2007—2010 годах — мэр городской части Ламач в районе Братислава IV.
Говорит на английском и немецком языках.

## Личная жизнь
Первый муж — студент Дэвид Дженкинс (David Jenkins), с которым познакомилась в Великобритании. Второй муж — писатель Владо Беднар (1941—1984). Третий муж — адвокат Петер Кельтош (Peter Keltoš), за которого вышла в 1992 году. Развелась в 1999 году. От брака с Беднаром имеет двух детей — дочь Ольгу и сына Михала.